# 11 de febrer
L'11 de febrer és el quaranta-dosè dia de l'any del calendari gregorià. Queden 323 dies per a finalitzar l'any i 324 en els anys de traspàs.

## Esdeveniments
Països Catalans
- 1419 - Andorra: el bisbe d'Urgell hi autoritza la creació del Consell General d'Andorra, conegut com a Consell de la Terra.
- 1443 - Sant Feliu de Guíxols (Baix Empordà): s'autoritza la instal·lació d'un Consolat de Mar a la ciutat.[1]
- 1874 - Sarrià (Barcelona): voluntaris republicans s'enfronten amb l'exèrcit espanyol.[2]
- 1972 - Vandellòs (el Baix Camp): hi entra en funcionament la central nuclear Vandellòs I.[3]
- 1991 - Sant Joan Despí (Baix Llobregat): Televisió de Catalunya inicia les emissions del Club Super3, un programa contenidor de sèries infantils amb gags que permeten que els nens i nenes interaccionin i participin en aquest "club". Paral·lelament a la creació del programa, també es van desenvolupar activitats fora de l'àmbit televisiu, per exemple, creant un carnet que els permeti gaudir d'avantatges. Al cap de 20 anys ja té 1.100.000 socis.
- 2007 - Viella (Túnel de Viella): Esfondrament de 100m de fals sostre del túnel, a la boca nord, es reobre cinc dies després.

Resta del món
- 1858 - Lorda (França): primera aparició de la Mare de Déu a Bernadeta Sobirós en la gruta de Massavielha.
- 1869 - Madrid (Espanya): s'hi constitueixen les Corts Constituents després del derrocament d'Isabel II.
- 1873 - Madrid (Espanya): Es proclama la Primera República Espanyola.
- 1919 - Weimar (Alemanya): L'Assemblea Nacional de Weimar elegeix el fins llavors canceller del Reich, el socialdemòcrata Friedrich Ebert, primer president del Reich.
- 1929 - Roma (Itàlia): la Santa Seu i l'estat italià hi signen els Pactes del Laterà, que, entre altres acords, ratifiquen la creació l'estat del Vaticà[4]
- 1979 - Teheran-(Iran):L'aiatol·là Ruhol·lah Khomeini proclama la República Islàmica de l'Iran després d'haver reduït els últims focus de resistència favorables al règim dictatorial del Sha
- 1990 - Ciutat del Cap (Sud-àfrica): alliberen Nelson Mandela després de 27 anys de captiveri a Robben Island i altres presons.
- 2011 - Egipte, Hosni Mubarak renuncia com a president després de 30 anys de govern, conseqüència de la crisi social egípcia i la pressió de la comunitat internacional.
- 2016 - Washington (Estats Units): S'anuncia la primera detecció directa d'ones gravitacionals, realitzada al LIGO el 14 de setembre del 2015.

## Naixements
Països Catalans
- 1921 - Santa Coloma de Farners: Rafael Anglada i Rubí, actor i autor de teatre català (m. 1993).[5]
- 1926 - Barcelona: Griselda Pascual i Xufré, científica catalana vinculada a la investigació matemàtica i a la docència (m. 2001).[6]
- 1927 - Figueres: Pere Portabella i Ràfols, cineasta i polític.
- 1928 - Barcelona: Pere Balsells i Jofre, empresari i mecenes.
- 1939 - Barcelona: Renata Muller von Rathlef, gimnasta catalana de gimnàstica artística (m. 2021).[7]
- 1949 - Barcelona: Lourdes Cirlot Valenzuela, teòrica de l'art, història de l'art i professora universitària catalana.[8]
- 1951 - Barcelona: Josep Manel Casanova i Capdevila, fou un futbolista català de la dècada del 1970, i més tard entrenador i director tècnic.
- 1972 - Premià de Mar: Marina Ferragut Castillo, jugadora de bàsquet catalana.[9]

Resta del món
- 1466 - Londres: Elisabet de York, reina d'Anglaterra (m. 1503).[10]
- 1695 - Nancy: Françoise de Graffigny, novel·lista, dramaturga i salonnière francesa (m. 1758).[11]
- 1780 - Karlsruhe: Karoline von Günderrode, escriptora romàntica alemanya (m. 1806).[12]
- 1847 - Milan (Ohio), EUA: Thomas Alva Edison, físic i prolífic inventor estatunidenc.
- 1860 - Lo Chasteu de Perigòrd: Rachilde, escriptora i editora de premsa francesa (m. 1953).[13]
- 1869 - Elberfeld, avui Wuppertal, Alemanya: Else Lasker-Schüler, escriptora i dibuixant alemanya (m. 1945).[14]
- 1874 - Estocolm: Elsa Beskow, autora i il·lustradora de llibres infantils sueca (m. 1953).[15]
- 1903 - Kíev, Imperi Rus: Irène Némirovsky, escriptora ucraïnesa en llengua francesa (m. 1942).[16]
- 1904 - Alès: Lucile Randon, supercentenària occitana (m. 2023).
- 1918 - Lillehammer (Noruega): Anne Stine Ingstad, arqueòloga que descobrí un assentament viking a l'Amèrica del Nord (m. 1997).[17]
- 1925 - 
  - Madrid: María Amparo Rivelles, actriu espanyola (m. 2013).[18]
  - Springfield: Virginia Eshelman Johnson, va ser una sexòloga nord-americana pionera (m. 2013).[19]
- 1934
  - Londres: Mary Quant, dissenyadora de moda britànica, inventora de la minifaldilla.[20]
  - Ciutat de Panamà, Panamà: Manuel Antonio Noriega Moreno, militar i polític panameny, dictador del país des de 1983 fins a 1989.
  - Tatsfield - Surrey, Anglaterra: John Surtees va ser un pilot anglès que va arribar a disputar curses de Fórmula 1 i del Campionat Mundial de motociclisme.
- 1937 - Guadalupe: Maryse Condé, escriptora francesa, feminista i activista difusora de la història i la cultura africana al Carib.[21]
- 1938 - Lucerna: Edith Mathis, soprano suïssa.[22]
- 1955 - Lapua, Finlàndia: Anneli Jäätteenmäki, primera ministra de Finlàndia; primer cop que aquest càrrec era ocupat per una dona.[23]
- 1964 - Sandpoint, Idaho: Sarah Palin, política estatunidenca, membre del Partit Republicà.[24]
- 1969 - Sherman Oaks, Califòrnia, Estats Units: Jennifer Aniston, actriu de cinema estatunidenca.
- 1970 - Rosario (Argentina): Jana Rodriguez Hertz, matemàtica, professora i investigadora argentina i uruguaiana.[25]
- 1977 - Agoura Hills, Califòrnia, EUA: Mike Shinoda, vocalista, guitarrista, teclista i raper de Linkin Park.
- 1982 - Reading: Natalie Dormer, actriu anglesa, coneguda pel seu paper com a Margaery Tyrell a la sèrie Joc de Trons.[26]
- 1985 - Gaza, Palestina: Abu Obaida, activista polític palestí, portaveu de les Brigades Izz ad-Din al-Qassam.

## Necrològiques
Països Catalans
- 1923 - Barcelona: Joan Baptista Codina i Formosa, filòleg i eclesiàstic català.
- 1950 - Vilanova i la Geltrú: Amadeu Hurtado i Miró, advocat i polític català (n.1875).
- 1994 - Barcelonaː Mercè Comaposada i Guillén, militant feminista i anarquista catalana, escriptora i advocada (n. 1901).[27]
- 1998: 
  - París (França): Manuel Viusà, pintor i patriota català.
  - París (França): Gertrudis Galí Mallofré, escultora catalana, exiliada a França (n. 1912).[28]
- 2000 - ?: Margarita Brender Rubira, arquitecta catalana (n. 1919).[29]
- 2003 - Peníscola (Baix Maestrat, País Valencià): Alfred Ayza Roca, filòleg i escriptor valencià.
- 2006 - Barcelona: Rosa Almagro i Ribera de Presas, compositora catalana (n. 2020).[30]
- 2024 - Barcelona: Gabriel Ferraté Pascual, enginyer industrial i perit agrícola català (m. 2024).[31]

Resta del món
- 1141 - París: Hug de Sant Víctor, agustí i professor.
- 1503 - Londres: Elisabet de York, reina d'Anglaterra (n. 1466).[10]
- 1633 - Badr: Safi al-Din Muhammad ibn Fahd al-Makrami, daï ismaïlita al Iemen.
- 1650 - Estocolm (Suècia): René Descartes, filòsof i matemàtic francès.
- 1680 - Herford: Elisabet del Palatinat, aristòcrata alemanya, filòsofa i religiosa calvinista (n. 1618).[32]
- 1901 - Madrid: Ramón de Campoamor, un poeta romàntic asturià.
- 1948 - Moscou (URSS): Sergei Eisenstein, director de cinema soviètic.
- 1955 - Canes, França: Olga Khokhlova, ballarina russa-ucraïnesa, primera dona de Pablo Picasso i mare del seu fill Paulo (n. 1891).[33]
- 1962 - Ciutat de Mèxic (Mèxic): Indalecio Prieto Tuero, polític socialista espanyol (n. 1883).[34]
- 1963 - Londres (Regne Unit): Sylvia Plath, escriptora estatunidenca (n. 1932).[35]
- 1972 - Chapel Hill: Josephine de Boer, filòloga estatunidenca, pionera dels estudis de catalanística a Nord-amèrica (n. 1886).[36]
- 1973 - Heidelberg (Alemanya): Johannes Hans Jensen, físic alemany, Premi Nobel de Física de l'any 1963 (n. 1907).
- 1978 - Estocolm (Suècia): Harry Martinson, poeta suec, Premi Nobel de Literatura de l'any 1974 (n. 1904).
- 1981 - Los Angeles: Ketti Frings, escriptora i guionista estatunidenca (n. 1909).[37]
- 1982 - Beverly Hills, Los Angeles, Califòrnia: Eleanor Powell, actriu de cinema estatunidenca i reconeguda ballarina de claqué (n. 1912).[38]
- 1993 - Los Gatos, Califòrnia (EUA): Robert W. Holley, bioquímic estatunidenc, Premi Nobel de Medicina o Fisiologia de l'any 1968 (n. 1922).
- 2003 - Madrid: Ángeles Chamorro, soprano d'òpera i sarsuela castellana (n. 1937).[39]
- 2004 - Stevenage, Regne Unit: Vera Broido, escriptora cronista de la revolució russa (n. 1907).[40]
- 2005 - Hampton, Virgínia: Mary Jackson, matemàtica i enginyera aeroespacial nord-americana (n. 1921).[41]
- 2007 - Österskär, Suècia: Marianne Fredriksson, escriptora i periodista sueca (n. 1927).[42]
- 2012 - Beverly Hills (EUA): Whitney Houston cantant nord-americana.[43]

## Festes i commemoracions
- Festa local d'Esparreguera, a la comarca del Baix Llobregat
- Dia de la Victòria de la Revolució, a l'Iran
- Kenkikukinen no Hi (Dia Nacional de la Fundació), al Japó
- Onomàstica: Lorda (prenom).

### Santoral[44]
Església Catòlica
- Sants al Martirologi romà (2011):
  - Mare de Déu de Lorda;
  - Sotera de Roma, màrtir (304);
  - Màrtirs de Nicomèdia (304);
  - Castrense de Sessa, bisbe (s. V);
  - Severí d'Agaunum, abat (507);
  - Secundí de la Pulla, bisbe (s. VI);
  - Gregori II, papap (731);
  - Pasqual I, papa (824);
  - Ardani de Tournus, abat (1066);
  - Pedro Maldonado Lucero, prevere màrtir (1927);
  - Tobías Borras Romeu, monjo màrtir (1937).
- Sants i beats que no figuren al Martirologi:
  - Sant Calòcer de Ravenna, bisbe (ca. 130);
  - Sants Sadurní, Datiu, Fèlix, Ampeli i companys màrtirs (304);
  - Sant Luci d'Adrianòpolis, màrtir (350);
  - Sant Jonàs el Jardiner, eremita (segle iv);
  - Sant Llàtzer de Milà, bisbe (450);
  - Sant Simplici de Viena, bisbe (s. V);
  - Sant Context de Bayeux, bisbe (513);
  - Sant Igneuc de Jugon, eremita (s. VII);
  - Sant Cædmon, poeta (680);
  - Sant Gaudí de Soissons, bisbe i màrtir (707-720);
  - Santa Eloïsa de Coulombs, eremita (ca. 1060); Enric de Vitskøl, abat (s. XII);
  - Sant Adolf d'Osnabrück, bisbe (1224) (festa fins al 1969).
  - Beats Català Fabri i Pere Pasqual, màrtirs (1321).
- Venerable Teodora, emperadriu consort de l'Imperi Romà d'Orient (867);
- Venerable Anselm de Rot an der Rot, abat (1162);
- Venerable Teobert de Tholey, monjo (s. XII);
- Venerable Maria Fidelis Weiss, monja (1923);
- Venerable Theodor Babilon, empresari (1945).
- Venerats a la família benedictina: sant Benet d'Aniana, abat benedictí (821).
- Venerats a l'Orde de la Mercè: beat Bartolomé de Olmedo, frare (1524).

Església Copta
- 4 Meixir: Àgab, apòstol màrtir.

Església Apostòlica Armènia
- 22 Arac': Ignasi d'Antioquia; Nèofit, màrtir; Pàpies i Mavre, soldats màrtirs; Sabinià i Saver, màrtirs; Vanakan, teòleg; Valeri de Trèveris, bisbe; Gregori de Karin, bisbe (1321).

Església Ortodoxa (segons el calendari julià)
- Se celebren els corresponents al 24 de febrer del calendari gregorià.

Església Ortodoxa (segons el calendari gregorià)
Corresponen als sants del 29 de gener del calendari julià.
- translació de les relíquies de sant Ignasi d'Antioquia (117);
- Sants Romà, Jaume, Filoteu, Hiperiqui, Habib, Julià i Paregori de Samòsata, màrtirs (297);
- Sants Silvà, Lluc i Muci d'Emesa, màrtirs (312); Afràates de Pèrsia, monjo (370);
- Sant Llorenç de Petxersk, eremita i bisbe de Turov (1194);
- Sant Ignasi de Smolensk, bisbe i taumaturg (1210);
- Sant Andrei Rublev, pintor d'icones (1430);
- Sant Gueràssim del Gran Perm, bisbe (1441);
- Sant Pitirim del Gran Perm, bisbe (1455);
- Sant Jonàs del Gran Perm, bisbe (1470);
- Sant Demetri de Quios, màrtir (1802);
- Sants Ivan, Leontij, Konstantin i cinc companys màrtirs (1920);
- Sant Tafeul.

Església Ortodoxa Grega
- Sants Barsimeu d'Edessa, bisbe, i Sarvel i Vevea, màrtirs (110);
- Ascepsim, monjo.

Església Ortodoxa de Geòrgia
- Sant Asoci I el Gran, Kuropalates, gran duc (830).

Església Evangèlica d'Alemanya
- Hug de Sant Víctor, professor;
- Sant Benjamin Schmolck, prevere i poeta.